# Vuelta a España 2017
La Vuelta a España 2017, settantaduesima edizione della corsa iberica, valida come trentesima prova dell'UCI World Tour 2017, si è svolta in ventuno tappe dal 19 agosto al 10 settembre 2017 su un percorso totale di 3 323,7 km, con partenza da Nîmes e arrivo a Madrid.
La vittoria è stata appannaggio del britannico Chris Froome, che ha completato il percorso in 82h30'02" alla media di 40,385 km/h precedendo l'italiano Vincenzo Nibali e il russo Il'nur Zakarin.
Sul traguardo di Madrid hanno portato a termine la competizione 158 ciclisti dei 198 partiti da Nîmes.
Il 13 dicembre 2017, in seguito ad un controllo antidoping sul campione britannico effettuato il 7 settembre al termine della 18ª tappa, l'UCI ha dichiarato la non negatività di Chris Froome al salbutamolo (un broncodilatatore). L'Unione Ciclistica Internazionale ha aggiunto inoltre che sono state effettuate delle nuove analisi che hanno confermato la positività del campione. Il 2 Luglio Froome è stato infine assolto confermando così la validità della vittoria.

## Tappe
| Tappa  | Data         | Percorso                                              | km      | Vincitore di tappa | Leader cl. generale |
| ------ | ------------ | ----------------------------------------------------- | ------- | ------------------ | ------------------- |
| 1ª     | 19 agosto    | Nîmes (FRA) > Nîmes (FRA) (cron. a squadre)           | 13,7    | BMC Racing Team    | Rohan Dennis        |
| 2ª     | 20 agosto    | Nîmes (FRA) > Gruissan/Grand Narbonne (FRA)           | 203,4   | Yves Lampaert      | Yves Lampaert       |
| 3ª     | 21 agosto    | Prades Conflent Canigó (FRA) > Andorra la Vella (AND) | 158,5   | Vincenzo Nibali    | Chris Froome        |
| 4ª     | 22 agosto    | Escaldes-Engordany (AND) > Tarragona                  | 198,2   | Matteo Trentin     | Chris Froome        |
| 5ª     | 23 agosto    | Benicasim > Alcossebre                                | 175,7   | Aleksej Lucenko    | Chris Froome        |
| 6ª     | 24 agosto    | Villarreal > Sagunto                                  | 204,4   | Tomasz Marczyński  | Chris Froome        |
| 7ª     | 25 agosto    | Llíria > Cuenca                                       | 207     | Matej Mohorič      | Chris Froome        |
| 8ª     | 26 agosto    | Hellín > Xorret de Catí/Costa Blanca Interior         | 199,5   | Julian Alaphilippe | Chris Froome        |
| 9ª     | 27 agosto    | Orihuela > Cumbre del Sol/El Poble Nou de Benitatxell | 174     | Chris Froome       | Chris Froome        |
|        | 28 agosto    | giorno di riposo                                      |         |                    |                     |
| 10ª    | 29 agosto    | Caravaca Jubilar > ElPozo Alimentación                | 164,8   | Matteo Trentin     | Chris Froome        |
| 11ª    | 30 agosto    | Lorca > Observatorio Astronómico de Calar Alto        | 187,5   | Miguel Ángel López | Chris Froome        |
| 12ª    | 31 agosto    | Motril > Antequera/Los Dólmenes                       | 160,1   | Tomasz Marczyński  | Chris Froome        |
| 13ª    | 1º settembre | Coín > Tomares                                        | 198,4   | Matteo Trentin     | Chris Froome        |
| 14ª    | 2 settembre  | Écija > Sierra de La Pandera                          | 175     | Rafał Majka        | Chris Froome        |
| 15ª    | 3 settembre  | Alcalá la Real > Sierra Nevada/Alto Hoya de la Mora   | 129     | Miguel Ángel López | Chris Froome        |
|        | 4 settembre  | giorno di riposo                                      |         |                    |                     |
| 16ª    | 5 settembre  | Circuito di Navarra > Logroño (cron. individuale)     | 40,2    | Chris Froome       | Chris Froome        |
| 17ª    | 6 settembre  | Villadiego > Los Machucos/Monumento Vaca Pasiega      | 180,5   | Stefan Denifl      | Chris Froome        |
| 18ª    | 7 settembre  | Suances > Santo Toribio de Liébana                    | 169     | Sander Armée       | Chris Froome        |
| 19ª    | 8 settembre  | Caso/Parque Natural de Redes > Gijón                  | 149,7   | Thomas De Gendt    | Chris Froome        |
| 20ª    | 9 settembre  | Corvera de Asturias > Alto de l'Angliru               | 117,5   | Alberto Contador   | Chris Froome        |
| 21ª    | 10 settembre | Arroyomolinos > Madrid                                | 117,6   | Matteo Trentin     | Chris Froome        |
| Totale | Totale       | Totale                                                | 3 323,7 |                    |                     |

## Squadre e corridori partecipanti
Alla Vuelta a España 2017 partecipano 22 squadre: le diciotto iscritte all'UCI World Tour, più quattro formazioni con licenza Professional Continental (la spagnola Caja Rural-Seguros RGA, l'irlandese Aqua Blue Sport, la colombiana Manzana Postobón Team e la francese Cofidis).
| N.      | Cod. | Squadra                         |
| ------- | ---- | ------------------------------- |
| 1-9     | TFS  | Trek-Segafredo                  |
| 11-19   | BOH  | Bora-Hansgrohe                  |
| 21-29   | AST  | Astana Pro Team                 |
| 31-39   | BMC  | BMC Racing Team                 |
| 41-49   | MOV  | Movistar Team                   |
| 51-59   | TBM  | Bahrain-Merida Pro Cycling Team |
| 61-69   | SKY  | Team Sky                        |
| 71-79   | QST  | Quick-Step Floors               |
| 81-89   | ALM  | AG2R La Mondiale                |
| 91-99   | KAT  | Team Katusha-Alpecin            |
| 101-109 | CDT  | Cannondale-Drapac               |

| N.      | Cod. | Squadra                |
| ------- | ---- | ---------------------- |
| 111-119 | DDD  | Team Dimension Data    |
| 121-129 | SUN  | Team Sunweb            |
| 131-139 | TLJ  | Team Lotto NL-Jumbo    |
| 141-149 | ORS  | Orica-Scott            |
| 151-159 | LTS  | Lotto-Soudal           |
| 161-169 | UAD  | UAE Team Emirates      |
| 171-179 | FDJ  | FDJ                    |
| 181-189 | CJR  | Caja Rural-Seguros RGA |
| 191-199 | ABS  | Aqua Blue Sport        |
| 201-209 | MZN  | Manzana Postobón Team  |
| 211-219 | COF  | Cofidis                |

## Dettaglio delle tappe

### 1ª tappa
- 20 agosto: Nîmes (FRA) > Nîmes (FRA) – Cronometro a squadre – 13,7 km

Risultati
| Pos. | Squadra           | Tempo  |
| ---- | ----------------- | ------ |
| 1    | BMC Racing Team   | 15'58" |
| 2    | Quick-Step Floors | a 6"   |
| 3    | Team Sunweb       | s.t.   |

| Pos. | Corridore     | Squadra | Tempo  |
| ---- | ------------- | ------- | ------ |
| 1    | Rohan Dennis  | BMC     | 15'58" |
| 2    | Daniel Oss    | BMC     | s.t.   |
| 3    | Nicolas Roche | BMC     | s.t.   |

### 2ª tappa
- 20 agosto: Nîmes (FRA) > Gruissan/Grand Narbonne (FRA) – 203,4 km

Risultati
| Pos. | Corridore      | Squadra    | Tempo    |
| ---- | -------------- | ---------- | -------- |
| 1    | Yves Lampaert  | Quick-Step | 4h36'13" |
| 2    | Matteo Trentin | Quick-Step | s.t.     |
| 3    | Adam Blythe    | Aqua Blue  | s.t.     |

| Pos. | Corridore      | Squadra    | Tempo    |
| ---- | -------------- | ---------- | -------- |
| 1    | Yves Lampaert  | Quick-Step | 4h52'07" |
| 2    | Matteo Trentin | Quick-Step | a 1"     |
| 3    | Daniel Oss     | BMC        | a 3"     |

### 3ª tappa
- 21 agosto: Prades Conflent Canigó (FRA) > Andorra la Vella (AND) – 158,5 km

Risultati
| Pos. | Corridore        | Squadra      | Tempo    |
| ---- | ---------------- | ------------ | -------- |
| 1    | Vincenzo Nibali  | Bahrain-Mer. | 4h01'22" |
| 2    | David de la Cruz | Quick-Step   | s.t.     |
| 3    | Chris Froome     | Sky          | s.t.     |

| Pos. | Corridore        | Squadra    | Tempo    |
| ---- | ---------------- | ---------- | -------- |
| 1    | Chris Froome     | Sky        | 8h53'44" |
| 2    | David de la Cruz | Quick-Step | a 2"     |
| 3    | Nicolas Roche    | BMC        | s.t.     |

### 4ª tappa
- 22 agosto: Escaldes-Engordany (AND) > Tarragona – 198,2 km

Risultati
| Pos. | Corridore        | Squadra    | Tempo    |
| ---- | ---------------- | ---------- | -------- |
| 1    | Matteo Trentin   | Quick-Step | 4h43'57" |
| 2    | Juan José Lobato | Lotto NL   | s.t.     |
| 3    | Tom Van Asbroeck | Cannondale | s.t.     |

| Pos. | Corridore        | Squadra    | Tempo     |
| ---- | ---------------- | ---------- | --------- |
| 1    | Chris Froome     | Sky        | 13h37'41" |
| 2    | David de la Cruz | Quick-Step | a 2"      |
| 3    | Nicolas Roche    | BMC        | s.t.      |

### 5ª tappa
- 23 agosto: Benicasim > Alcossebre – 175,7 km

Risultati
| Pos. | Corridore       | Squadra   | Tempo    |
| ---- | --------------- | --------- | -------- |
| 1    | Aleksej Lucenko | Astana    | 4h24'58" |
| 2    | Merhawi Kudus   | Dimension | a 42"    |
| 3    | Marc Soler      | Movistar  | a 56"    |

| Pos. | Corridore          | Squadra | Tempo     |
| ---- | ------------------ | ------- | --------- |
| 1    | Chris Froome       | Sky     | 18h07'10" |
| 2    | Tejay van Garderen | BMC     | a 10"     |
| 3    | Esteban Chaves     | Orica   | a 11"     |

### 6ª tappa
- 24 agosto: Villarreal > Sagunto – 204,4 km

Risultati
| Pos. | Corridore         | Squadra    | Tempo    |
| ---- | ----------------- | ---------- | -------- |
| 1    | Tomasz Marczyński | Lotto      | 4h47'02" |
| 2    | Paweł Poljański   | Bora       | s.t.     |
| 3    | Enric Mas         | Quick-Step | s.t.     |

| Pos. | Corridore      | Squadra | Tempo     |
| ---- | -------------- | ------- | --------- |
| 1    | Chris Froome   | Sky     | 22h54'38" |
| 2    | Esteban Chaves | Orica   | a 11"     |
| 3    | Nicolas Roche  | BMC     | a 13"     |

### 7ª tappa
- 25 agosto: Llíria > Cuenca – 207 km

Risultati
| Pos. | Corridore          | Squadra  | Tempo    |
| ---- | ------------------ | -------- | -------- |
| 1    | Matej Mohorič      | UAE      | 4h43'35" |
| 2    | Paweł Poljański    | Bora     | a 16"    |
| 3    | José Joaquín Rojas | Movistar | s.t.     |

| Pos. | Corridore      | Squadra | Tempo     |
| ---- | -------------- | ------- | --------- |
| 1    | Chris Froome   | Sky     | 27h46'51" |
| 2    | Esteban Chaves | Orica   | a 11"     |
| 3    | Nicolas Roche  | BMC     | a 13"     |

### 8ª tappa
- 26 agosto: Hellín > Xorret de Catí/Costa Blanca Interior – 199,5 km

Risultati
| Pos. | Corridore          | Squadra    | Tempo    |
| ---- | ------------------ | ---------- | -------- |
| 1    | Julian Alaphilippe | Quick-Step | 4h37'55" |
| 2    | Jan Polanc         | UAE        | a 2"     |
| 3    | Rafał Majka        | Bora       | s.t.     |

| Pos. | Corridore      | Squadra | Tempo     |
| ---- | -------------- | ------- | --------- |
| 1    | Chris Froome   | Sky     | 32h26'13" |
| 2    | Esteban Chaves | Orica   | a 28"     |
| 3    | Nicolas Roche  | BMC     | a 41"     |

### 9ª tappa
- 27 agosto: Orihuela > Cumbre del Sol/El Poble Nou de Benitatxell – 174 km

Risultati
| Pos. | Corridore      | Squadra    | Tempo    |
| ---- | -------------- | ---------- | -------- |
| 1    | Chris Froome   | Sky        | 4h07'13" |
| 2    | Esteban Chaves | Orica      | a 4"     |
| 3    | Michael Woods  | Cannondale | a 5"     |

| Pos. | Corridore      | Squadra | Tempo     |
| ---- | -------------- | ------- | --------- |
| 1    | Chris Froome   | Sky     | 36h33'16" |
| 2    | Esteban Chaves | Orica   | a 36"     |
| 3    | Nicolas Roche  | BMC     | a 1'05"   |

### 10ª tappa
- 29 agosto: Caravaca Jubilar > ElPozo Alimentación – 164,8 km

Risultati
| Pos. | Corridore          | Squadra    | Tempo    |
| ---- | ------------------ | ---------- | -------- |
| 1    | Matteo Trentin     | Quick-Step | 3h34'56" |
| 2    | José Joaquín Rojas | Movistar   | a 1"     |
| 3    | Jaime Rosón        | Caja Rural | a 19"    |

| Pos. | Corridore      | Squadra | Tempo     |
| ---- | -------------- | ------- | --------- |
| 1    | Chris Froome   | Sky     | 40h12'44" |
| 2    | Esteban Chaves | Orica   | a 36"     |
| 3    | Nicolas Roche  | BMC     | s.t.      |

### 11ª tappa
- 30 agosto: Lorca > Observatorio Astronómico de Calar Alto – 187,5 km

Risultati
| Pos. | Corridore          | Squadra      | Tempo    |
| ---- | ------------------ | ------------ | -------- |
| 1    | Miguel Ángel López | Astana       | 5h05'09" |
| 2    | Chris Froome       | Sky          | a 14"    |
| 3    | Vincenzo Nibali    | Bahrain-Mer. | s.t.     |

| Pos. | Corridore       | Squadra      | Tempo     |
| ---- | --------------- | ------------ | --------- |
| 1    | Chris Froome    | Sky          | 45h18'01" |
| 2    | Vincenzo Nibali | Bahrain-Mer. | a 1'19"   |
| 3    | Esteban Chaves  | Orica        | a 2'33"   |

### 12ª tappa
- 31 agosto: Motril > Antequera/Los Dólmenes – 160,1 km

Risultati
| Pos. | Corridore          | Squadra   | Tempo    |
| ---- | ------------------ | --------- | -------- |
| 1    | Tomasz Marczyński  | Lotto     | 3h56'45" |
| 2    | Omar Fraile        | Dimension | a 52"    |
| 3    | José Joaquín Rojas | Movistar  | s.t.     |

| Pos. | Corridore       | Squadra      | Tempo     |
| ---- | --------------- | ------------ | --------- |
| 1    | Chris Froome    | Sky          | 49h22'53" |
| 2    | Vincenzo Nibali | Bahrain-Mer. | a 59"     |
| 3    | Esteban Chaves  | Orica        | a 2'13"   |

### 13ª tappa
- 1º settembre:Coín > Tomares – 198,4 km

Risultati
| Pos. | Corridore         | Squadra    | Tempo    |
| ---- | ----------------- | ---------- | -------- |
| 1    | Matteo Trentin    | Quick-Step | 4h25'13" |
| 2    | Gianni Moscon     | Sky        | s.t.     |
| 3    | S. Kragh Andersen | Sunweb     | s.t.     |

| Pos. | Corridore       | Squadra      | Tempo     |
| ---- | --------------- | ------------ | --------- |
| 1    | Chris Froome    | Sky          | 53h48'06" |
| 2    | Vincenzo Nibali | Bahrain-Mer. | a 59"     |
| 3    | Esteban Chaves  | Orica        | a 2'13"   |

### 14ª tappa
- 2 settembre: Écija > Sierra de La Pandera – 175 km

Risultati
| Pos. | Corridore          | Squadra      | Tempo    |
| ---- | ------------------ | ------------ | -------- |
| 1    | Rafał Majka        | Bora         | 4h42'10" |
| 2    | Miguel Ángel López | Astana       | a 27"    |
| 3    | Vincenzo Nibali    | Bahrain-Mer. | a 31"    |

| Pos. | Corridore       | Squadra      | Tempo     |
| ---- | --------------- | ------------ | --------- |
| 1    | Chris Froome    | Sky          | 58h30'47" |
| 2    | Vincenzo Nibali | Bahrain-Mer. | a 55"     |
| 3    | Wilco Kelderman | Sunweb       | a 2'17"   |

### 15ª tappa
- 3 settembre: Alcalá la Real > Sierra Nevada/Alto Hoya de la Mora – 129 km

Risultati
| Pos. | Corridore          | Squadra | Tempo    |
| ---- | ------------------ | ------- | -------- |
| 1    | Miguel Ángel López | Astana  | 3h34'51" |
| 2    | Il'nur Zakarin     | Katusha | a 36"    |
| 3    | Wilco Kelderman    | Sunweb  | a 45"    |

| Pos. | Corridore       | Squadra      | Tempo     |
| ---- | --------------- | ------------ | --------- |
| 1    | Chris Froome    | Sky          | 62h06'25" |
| 2    | Vincenzo Nibali | Bahrain-Mer. | a 1'01"   |
| 3    | Il'nur Zakarin  | Katusha      | a 2'08"   |

### 16ª tappa
- 5 settembre: Circuito di Navarra > Logroño – Cronometro individuale – 40,2 km

Risultati
| Pos. | Corridore       | Squadra      | Tempo  |
| ---- | --------------- | ------------ | ------ |
| 1    | Chris Froome    | Sky          | 47'00" |
| 2    | Wilco Kelderman | Sunweb       | a 29"  |
| 3    | Vincenzo Nibali | Bahrain-Mer. | a 57"  |

| Pos. | Corridore       | Squadra      | Tempo     |
| ---- | --------------- | ------------ | --------- |
| 1    | Chris Froome    | Sky          | 62h53'25" |
| 2    | Vincenzo Nibali | Bahrain-Mer. | a 1'58"   |
| 3    | Wilco Kelderman | Sunweb       | a 2'40"   |

### 17ª tappa
- 6 settembre: Villadiego > Los Machucos/Monumento Vaca Pasiega – 180,5 km

Risultati
| Pos. | Corridore          | Squadra   | Tempo    |
| ---- | ------------------ | --------- | -------- |
| 1    | Stefan Denifl      | Aqua Blue | 4h48'52" |
| 2    | Alberto Contador   | Trek      | a 28"    |
| 3    | Miguel Ángel López | Astana    | a 1'04"  |

| Pos. | Corridore       | Squadra      | Tempo     |
| ---- | --------------- | ------------ | --------- |
| 1    | Chris Froome    | Sky          | 67h44'03" |
| 2    | Vincenzo Nibali | Bahrain-Mer. | a 1'16"   |
| 3    | Wilco Kelderman | Sunweb       | a 2'13"   |

### 18ª tappa
- 7 settembre: Suances > Santo Toribio de Liébana – 169 km

Risultati
| Pos. | Corridore         | Squadra      | Tempo    |
| ---- | ----------------- | ------------ | -------- |
| 1    | Sander Armée      | Lotto        | 4h09'39" |
| 2    | Aleksej Lucenko   | Astana       | a 31"    |
| 3    | Giovanni Visconti | Bahrain-Mer. | a 46"    |

| Pos. | Corridore       | Squadra      | Tempo     |
| ---- | --------------- | ------------ | --------- |
| 1    | Chris Froome    | Sky          | 72h03'50" |
| 2    | Vincenzo Nibali | Bahrain-Mer. | a 1'37"   |
| 3    | Wilco Kelderman | Sunweb       | a 2'17"   |

### 19ª tappa
- 8 settembre: Caso/Parque Natural de Redes > Gijón – 149,7 km

Risultati
| Pos. | Corridore           | Squadra      | Tempo    |
| ---- | ------------------- | ------------ | -------- |
| 1    | Thomas De Gendt     | Lotto        | 3h35'46" |
| 2    | Jarlinson Pantano   | Trek         | s.t.     |
| 3    | Iván García Cortina | Bahrain-Mer. | s.t.     |

| Pos. | Corridore       | Squadra      | Tempo     |
| ---- | --------------- | ------------ | --------- |
| 1    | Chris Froome    | Sky          | 75h51'51" |
| 2    | Vincenzo Nibali | Bahrain-Mer. | a 1'37"   |
| 3    | Wilco Kelderman | Sunweb       | a 2'17"   |

### 20ª tappa
- 9 settembre: Corvera de Asturias > Alto de l'Angliru – 117,5 km

Risultati
| Pos. | Corridore        | Squadra | Tempo    |
| ---- | ---------------- | ------- | -------- |
| 1    | Alberto Contador | Trek    | 3h31'33" |
| 2    | Wout Poels       | Sky     | a 17"    |
| 3    | Chris Froome     | Sky     | s.t.     |

| Pos. | Corridore       | Squadra      | Tempo     |
| ---- | --------------- | ------------ | --------- |
| 1    | Chris Froome    | Sky          | 79h23'37" |
| 2    | Vincenzo Nibali | Bahrain-Mer. | a 2'15"   |
| 3    | Il'nur Zakarin  | Katusha      | a 2'51"   |

### 21ª tappa
- 10 settembre: Arroyomolinos > Madrid – 117,6 km

Risultati
| Pos. | Corridore         | Squadra    | Tempo    |
| ---- | ----------------- | ---------- | -------- |
| 1    | Matteo Trentin    | Quick-Step | 3h06'25" |
| 2    | Lorrenzo Manzin   | FDJ        | s.t.     |
| 3    | S. Kragh Andersen | Sunweb     | s.t.     |

| Pos. | Corridore       | Squadra      | Tempo     |
| ---- | --------------- | ------------ | --------- |
| 1    | Chris Froome    | Sky          | 82h30'02" |
| 2    | Vincenzo Nibali | Bahrain-Mer. | a 2'15"   |
| 3    | Il'nur Zakarin  | Katusha      | a 2'51"   |

## Evoluzione delle classifiche
| Tappa              | Vincitore          | Classifica generale Maglia rossa | Classifica a punti Maglia verde | Classifica scalatori Maglia a pois | Classifica combinata Maglia bianca | Classifica a squadre | Premio combattività Numero verde |
| ------------------ | ------------------ | -------------------------------- | ------------------------------- | ---------------------------------- | ---------------------------------- | -------------------- | -------------------------------- |
| 1ª                 | BMC Racing Team    | Rohan Dennis                     | non assegnata                   | Nicolas Roche                      | Daniel Oss                         | BMC Racing Team      | non assegnato                    |
| 2ª                 | Yves Lampaert      | Yves Lampaert                    | Yves Lampaert                   | Nicolas Roche                      | Daniel Oss                         | Quick-Step Floors    | Markel Irizar                    |
| 3ª                 | Vincenzo Nibali    | Chris Froome                     | Vincenzo Nibali                 | Davide Villella                    | Chris Froome                       | Orica-Scott          | Alexandre Geniez                 |
| 4ª                 | Matteo Trentin     | Chris Froome                     | Matteo Trentin                  | Davide Villella                    | Chris Froome                       | Orica-Scott          | Diego Rubio                      |
| 5ª                 | Aleksej Lucenko    | Chris Froome                     | Matteo Trentin                  | Davide Villella                    | Chris Froome                       | Astana Pro Team      | Aleksej Lucenko                  |
| 6ª                 | Tomasz Marczyński  | Chris Froome                     | Matteo Trentin                  | Davide Villella                    | Chris Froome                       | Astana Pro Team      | Enric Mas                        |
| 7ª                 | Matej Mohorič      | Chris Froome                     | Matteo Trentin                  | Davide Villella                    | Chris Froome                       | Movistar Team        | Luis Ángel Maté                  |
| 8ª                 | Julian Alaphilippe | Chris Froome                     | Matteo Trentin                  | Davide Villella                    | Chris Froome                       | Movistar Team        | Przemysław Niemiec               |
| 9ª                 | Chris Froome       | Chris Froome                     | Chris Froome                    | Davide Villella                    | Chris Froome                       | Movistar Team        | Marc Soler                       |
| 10ª                | Matteo Trentin     | Chris Froome                     | Matteo Trentin                  | Davide Villella                    | Chris Froome                       | Movistar Team        | Matteo Trentin                   |
| 11ª                | Miguel Ángel López | Chris Froome                     | Matteo Trentin                  | Davide Villella                    | Chris Froome                       | Movistar Team        | Romain Bardet                    |
| 12ª                | Tomasz Marczyński  | Chris Froome                     | Matteo Trentin                  | Davide Villella                    | Chris Froome                       | Movistar Team        | Omar Fraile                      |
| 13ª                | Matteo Trentin     | Chris Froome                     | Matteo Trentin                  | Davide Villella                    | Chris Froome                       | Astana Pro Team      | Thomas De Gendt                  |
| 14ª                | Rafał Majka        | Chris Froome                     | Matteo Trentin                  | Davide Villella                    | Chris Froome                       | Astana Pro Team      | Luis Ángel Maté                  |
| 15ª                | Miguel Ángel López | Chris Froome                     | Chris Froome                    | Davide Villella                    | Chris Froome                       | Astana Pro Team      | Sander Armée                     |
| 16ª                | Chris Froome       | Chris Froome                     | Chris Froome                    | Davide Villella                    | Chris Froome                       | Astana Pro Team      | Chris Froome                     |
| 17ª                | Stefan Denifl      | Chris Froome                     | Chris Froome                    | Davide Villella                    | Chris Froome                       | Astana Pro Team      | Daniel Moreno                    |
| 18ª                | Sander Armée       | Chris Froome                     | Chris Froome                    | Davide Villella                    | Chris Froome                       | Astana Pro Team      | José Joaquín Rojas               |
| 19ª                | Thomas De Gendt    | Chris Froome                     | Chris Froome                    | Davide Villella                    | Chris Froome                       | Astana Pro Team      | Daniel Navarro                   |
| 20ª                | Alberto Contador   | Chris Froome                     | Chris Froome                    | Davide Villella                    | Chris Froome                       | Astana Pro Team      | Enric Mas                        |
| 21ª                | Matteo Trentin     | Chris Froome                     | Chris Froome                    | Davide Villella                    | Chris Froome                       | Astana Pro Team      | non assegnato                    |
| Classifiche finali | Classifiche finali | Chris Froome                     | Chris Froome                    | Davide Villella                    | Chris Froome                       | Astana Pro Team      | Alberto Contador                 |

Maglie indossate da altri ciclisti in caso di due o più maglie vinte
- Nella 2ª tappa Alessandro De Marchi ha indossato la maglia verde, non assegnata al termine della 1ª.
- Nella 3ª tappa Matteo Trentin ha indossato la maglia verde al posto di Yves Lampaert.
- Dalla 4ª all'8ª e dalla 10ª alla 14ª tappa Esteban Chaves ha indossato la maglia bianca al posto di Chris Froome.
- Nella 9ª tappa Jan Polanc ha indossato la maglia bianca al posto di Chris Froome.
- Nella 10ª, 16ª, 17ª, 19ª e 20ª tappa Matteo Trentin ha indossato la maglia verde al posto di Chris Froome.
- Nella 15ª tappa Vincenzo Nibali ha indossato la maglia bianca al posto di Chris Froome.
- Dalla 16ª alla 20ª tappa Miguel Ángel López ha indossato la maglia bianca al posto di Chris Froome.
- Nella 18ª e nella 21ª tappa Vincenzo Nibali ha indossato la maglia verde al posto di Chris Froome.
- Nella 21ª tappa Alberto Contador ha indossato la maglia bianca al posto di Chris Froome.

## Classifiche finali

### Classifica generale - Maglia rossa
| Pos. | Corridore          | Squadra      | Tempo     |
| ---- | ------------------ | ------------ | --------- |
| 1    | Chris Froome       | Sky          | 82h30'02" |
| 2    | Vincenzo Nibali    | Bahrain-Mer. | a 2'15"   |
| 3    | Il'nur Zakarin     | Katusha      | a 2'51"   |
| 4    | Wilco Kelderman    | Sunweb       | a 3'15"   |
| 5    | Alberto Contador   | Trek         | a 3'18"   |
| 6    | Wout Poels         | Sky          | a 6'59"   |
| 7    | Michael Woods      | Cannondale   | a 8'27"   |
| 8    | Miguel Ángel López | Astana       | a 9'13"   |
| 9    | Steven Kruijswijk  | Lotto NL     | a 11'18"  |
| 10   | Tejay van Garderen | BMC          | a 15'50"  |

### Classifica a punti - Maglia verde
| Pos. | Corridore        | Squadra      | Punti |
| ---- | ---------------- | ------------ | ----- |
| 1    | Chris Froome     | Sky          | 158   |
| 2    | Matteo Trentin   | Quick-Step   | 156   |
| 3    | Vincenzo Nibali  | Bahrain-Mer. | 128   |
| 4    | Alberto Contador | Trek         | 105   |
| 5    | Wilco Kelderman  | Sunweb       | 97    |

### Classifica scalatori - Maglia a pois
| Pos. | Corridore          | Squadra    | Punti |
| ---- | ------------------ | ---------- | ----- |
| 1    | Davide Villella    | Cannondale | 67    |
| 2    | Miguel Ángel López | Astana     | 47    |
| 3    | Chris Froome       | Sky        | 35    |
| 4    | José Joaquín Rojas | Movistar   | 33    |
| 5    | Thomas De Gendt    | Lotto      | 30    |

### Classifica combinata - Maglia bianca
| Pos. | Corridore          | Squadra      | Punti |
| ---- | ------------------ | ------------ | ----- |
| 1    | Chris Froome       | Sky          | 5     |
| 2    | Miguel Ángel López | Astana       | 17    |
| 3    | Alberto Contador   | Trek         | 18    |
| 4    | Il’nur Zakarin     | Katusha      | 20    |
| 5    | Vincenzo Nibali    | Bahrain-Mer. | 22    |

### Classifica a squadre
| Pos. | Squadra             | Tempo      |
| ---- | ------------------- | ---------- |
| 1    | Astana Pro Team     | 247h16'21" |
| 2    | Movistar Team       | a 6'16"    |
| 3    | Team Sky            | a 8'12"    |
| 4    | UAE Team Emirates   | a 49'02"   |
| 5    | Team Lotto NL-Jumbo | a 1h07'28" |